# Magyar nyelvű oktatás Romániában
A magyar nyelvű oktatás Romániában szervesen illeszkedik abba az intézményhálózatba, amelyet Románia oktatási rendszere képez a tanítási-nevelési folyamatok megvalósítása terén. Az országos intézményhálózatban egy sajátos színt képvisel a magyar nyelven zajló oktatás, mely régiónként és településenként más és más jelleget ölt a lakosság nemzetiségi összetétele illetve történelmi hagyományai szerint. A legtöbb magyarlakta településen biztosított a magyar nyelven való óvodai nevelés illetve az alapfokú oktatás. Középfokú oktatás magyar nyelven tömbmagyar területeken városokon, szórványvidéken pedig szórványközpontokban történik. A felsőoktatásban három állami egyetem, egy egyházi felsőoktatási intézet, két romániai székhelyű magánegyetem és még két magyarországi egyetem kihelyezett oktatási színtere nyújt magyar nyelvű képzést. 

## Általános iskolai oktatás
Köszönhetően annak, hogy a magyar anyanyelvű diákok egyre nagyobb arányban iratkoznak magyar nyelvű iskolába, az 1994-1995-ös tanévhez képest (123 500 fő 4.9%) enyhén növekedett a Romániában magyarul tanuló diákok aránya (2014-2015-ös tanév: 93 420 fő 5.4%). A 2022-23-as tanévben 86 579 diák tanult magyarul, ami 5.5%-ot tett ki Romániában.

### Hargita megye
A megyében minden magyar anyanyelvű diáknak van lehetősége anyanyelven tanulni.Az elmúlt 25 évben az alábbi táblázatban láthatjuk, hogyan alakult a magyarul tanuló diákok aránya.
| Év        | Összes diáklétszám | Magyarul tanul | %     |
| --------- | ------------------ | -------------- | ----- |
| 1994-1995 | 37 625             | 30 410         | 80.8% |
| 2014-2015 | 29 978             | 25 162         | 83.9% |
| 2022-2023 | 27 633             | 24 208         | 87.6% |

A legnagyobb számban az alábbi településen tanulnak magyarul a diákok.
| Település neve     | Összes diáklétszám | Magyarul tanul | %     |
| ------------------ | ------------------ | -------------- | ----- |
| Székelyudvarhely   | 3 514              | 3 394          | 96.6% |
| Csíkszereda        | 3 977              | 3 309          | 83.2% |
| Gyergyószentmiklós | 1 687              | 1 486          | 88.1% |
| Székelykeresztúr   | 971                | 962            | 99.1% |
| Szentegyháza       | 670                | 670            | 100%  |

### Kovászna megye
A megyében minden magyar anyanyelvű diáknak van lehetősége anyanyelven tanulni.Az elmúlt 25 évben az alábbi táblázatban láthatjuk, hogyan alakult a magyarul tanuló diákok aránya. A megyében jelentős a románul tanuló román anyanyelvű roma diákok száma.
| Tanév     | Összes diáklétszám | Magyarul tanul | %     |
| --------- | ------------------ | -------------- | ----- |
| 1994-1995 | 26 826             | 19 038         | 71%   |
| 2014-2015 | 19 421             | 14 184         | 73%   |
| 2022-2023 | 18 550             | 12 683         | 68.4% |

A legnagyobb számban az alábbi településen tanulnak magyarul a diákok.
| Település neve   | Összes diáklétszám | Magyarul tanul | %     |
| ---------------- | ------------------ | -------------- | ----- |
| Sepsiszentgyörgy | 5 471              | 4 301          | 78.6% |
| Kézdivásárhely   | 1 554              | 1 474          | 94.9% |
| Barót            | 616                | 616            | 100%  |
| Kovászna         | 731                | 432            | 59.1% |
| Gelence          | 428                | 428            | 100%  |

### Maros megye
A megyében a jelentős magyar létszámmal rendelkező településeken a magyar anyanyelvű diákok a magyar anyanyelvű oktatásban vesznek részt. Azonban a Mezőségen, Segesvár környékén és Szászrégentől északra számos magyar nemzetiségű diák választja a román nyelvű oktatást. Az elmúlt 25 évben az alábbi táblázatban láthatjuk, hogyan alakult a magyarul tanuló diákok aránya.
| Tanév     | Összes diáklétszám | Magyarul tanul | %     |
| --------- | ------------------ | -------------- | ----- |
| 1994-1995 | 61 461             | 21 819         | 35.5% |
| 2014-2015 | 48 226             | 16 808         | 34.9% |
| 2022-2023 | 45 532             | 15 536         | 34.1% |

A legnagyobb számban az alábbi településen tanulnak magyarul a diákok.
| Település neve | Összes diáklétszám | Magyarul tanul | %     |
| -------------- | ------------------ | -------------- | ----- |
| Marosvásárhely | 12 819             | 4 828          | 37.7% |
| Szováta        | 873                | 840            | 96.2% |
| Nyárádszereda  | 595                | 495            | 83.2% |
| Nyárádremete   | 460                | 460            | 100%  |
| Szászrégen     | 3 415              | 435            | 12.7% |

### Szatmár megye
A vidéki településeken a magyar anyanyelvű diákok zömmel a magyar anyanyelvű oktatásban vesznek részt. Szatmárnémetiben és Nagykárolyban a magyar nemzetiségű diákok egy része a német illetve a román nyelvű oktatást választja. A jelentős létszámú magyar anyanyelvű roma közösség diákjai a magyar anyanyelvű oktatásban vesznek részt. Az elmúlt 25 évben az alábbi táblázatban láthatjuk, hogyan alakult a magyarul tanuló diákok aránya.
| Tanév     | Összes diáklétszám | Magyarul tanul | %     |
| --------- | ------------------ | -------------- | ----- |
| 1994-1995 | 46 158             | 12 326         | 26.7% |
| 2014-2015 | 29 167             | 9 314          | 31.9% |
| 2022-2023 | 27 800             | 9 093          | 32.7% |

A legnagyobb számban az alábbi településen tanulnak magyarul a diákok.
| Település neve | Összes diáklétszám | Magyarul tanul | %     |
| -------------- | ------------------ | -------------- | ----- |
| Szatmárnémeti  | 9 697              | 2 378          | 24.5% |
| Nagykároly     | 1 929              | 899            | 46.6% |
| Sárköz         | 728                | 354            | 48.6% |
| Tasnád         | 775                | 312            | 40.3% |
| Lázári         | 312                | 296            | 94.9% |

### Bihar megye
A Észak-bihari magyarlakta településeken a magyar anyanyelvű diákok a magyar anyanyelvű oktatásban vesznek részt. Nagyváradon és a Sebes-Kőrös vidékén a magyar nemzetiségű diákok egy része a román nyelvű oktatást választja. Az elmúlt 25 évben az alábbi táblázatban láthatjuk, hogyan alakult a magyarul tanuló diákok aránya.
| Tanév     | Összes diáklétszám | Magyarul tanul | %     |
| --------- | ------------------ | -------------- | ----- |
| 1994-1995 | 64 242             | 13 252         | 20.6% |
| 2014-2015 | 52 405             | 11 115         | 21.2% |
| 2022-2023 | 47 100             | 10 033         | 21.3% |

A legnagyobb számban az alábbi településen tanulnak magyarul a diákok.
| Település neve | Összes diáklétszám | Magyarul tanul | %     |
| -------------- | ------------------ | -------------- | ----- |
| Nagyvárad      | 17 754             | 2 545          | 14.3% |
| Székelyhíd     | 859                | 758            | 88.2% |
| Érmihályfalva  | 842                | 656            | 77.9% |
| Nagyszalonta   | 1 314              | 589            | 44.8% |
| Diószeg        | 666                | 504            | 75.7% |

### Szilágy megye
A magyar anyanyelvű diákok a magyar anyanyelvű oktatásban vesznek részt. Az elmúlt 25 évben az alábbi táblázatban láthatjuk, hogyan alakult a magyarul tanuló diákok aránya.
| Tanév     | Összes diáklétszám | Magyarul tanul | %     |
| --------- | ------------------ | -------------- | ----- |
| 1994-1995 | 28 151             | 5 892          | 20.9% |
| 2014-2015 | 20 847             | 4 159          | 20%   |
| 2022-2023 | 19 100             | 3 693          | 19.3% |

A legnagyobb számban az alábbi településen tanulnak magyarul a diákok.
| Település neve  | Összes diáklétszám | Magyarul tanul | %     |
| --------------- | ------------------ | -------------- | ----- |
| Zilah           | 5 991              | 670            | 11.2% |
| Sarmaság        | 555                | 466            | 84%   |
| Kraszna         | 629                | 398            | 63.3% |
| Szilágynagyfalu | 415                | 239            | 57.6% |
| Szilágysomlyó   | 1 744              | 213            | 12.2% |

### Kolozs megye
A magyar anyanyelvű diákok a magyar többségű településeken leginkább a magyar anyanyelvű oktatásban vesznek részt. Azokon a településeken, ahol jelentős a vegyes nemzetiségű családból származó diakok száma ott többségük a román nyelvű oktatásban vesz részt. Kalotaszeg Alszeg és Felszeg tájai kivételével a magyar anyanyelvű diákok arányának csökkenését az elöregedés okozza. Az elmúlt 25 évben az alábbi táblázatban láthatjuk, hogyan alakult a magyarul tanuló diákok aránya.
| Tanév     | Összes diáklétszám | Magyarul tanul | %     |
| --------- | ------------------ | -------------- | ----- |
| 1994-1995 | 73 000             | 8 468          | 11.6% |
| 2014-2015 | 49 787             | 5 449          | 10.9% |
| 2022-2023 | 54 700             | 5 105          | 9.3%  |

A legnagyobb számban az alábbi településen tanulnak magyarul a diákok.
| Település neve | Összes diáklétszám | Magyarul tanul | %     |
| -------------- | ------------------ | -------------- | ----- |
| Kolozsvár      | 28 977             | 3 099          | 10.7% |
| Szamosújvár    | 1 986              | 243            | 12.2% |
| Bánffyhunyad   | 749                | 142            | 19%   |
| Torda          | 3 250              | 138            | 4.2%  |
| Szék           | 128                | 128            | 100%  |

### Arad megye
A megyében a magyar nyelvű iskolahálózat jelentősen visszaszorult Arad városára, illetve a magyar többségű településekre. Az elmúlt 25 évben az alábbi táblázatban láthatjuk, hogyan alakult a magyarul tanuló diákok aránya.
| Tanév     | Összes diáklétszám | Magyarul tanul | %    |
| --------- | ------------------ | -------------- | ---- |
| 1994-1995 | 45 126             | 2 157          | 4.8% |
| 2014-2015 | 35 743             | 1 419          | 4%   |
| 2022-2023 | 31 600             | 1 211          | 3.8% |

A legnagyobb számban az alábbi településen tanulnak magyarul a diákok.
| Település neve | Magyarul tanul |
| -------------- | -------------- |
| Arad           | 366            |
| Pécska         | 136            |
| Erdőhegy       | 130            |
| Nagyzerénd     | 125            |
| Kisirátos      | 99             |

### Erdély többi része
Erdély több megyéjében a magyar nyelvű iskolahálózat jelentősen visszaszorult a nagyobb városokba, illetve a magyar többségű településekre. Becslések szerint a magyar anyanyelvű diákok közel 25%-a nem a magyar oktatást választja 
A legnagyobb számban az alábbi településen tanulnak magyarul a diákok.
| Település neve | Magyarul tanul |
| -------------- | -------------- |
| Brassó         | 598            |
| Temesvár       | 475            |
| Nagybánya      | 291            |
| Négyfalu       | 276            |
| Déva           | 192            |

Ezen felül, ahol legalább 30 diák tanul magyarul:
Máramaros: Máramarossziget (79), Szamosardó (78), Koltó (57), Színyérváralja (49), Domokos (36), Felsőbánya (35)
Beszterce: Beszterce város (148), Magyardécse (107), Bethlen (78), Szentmáté (72)
Fehér: Nagyenyed (186), Magyarlapád (95), Torockó (48), Betlenszentmiklós (47), Gyulafehérvár (46), Székelykocsárd (50)
Temes: Lugos (36)
Hunyad: Petrozsény (59), Szászváros (39)
Szeben: Medgyes (92)
Brassó: Tatrang (81), Keresztvár (57), Barcaújfalu (65), Kőhalom (72), Alsórákos (152), Ürmös(36), Apáca(65), Olthévíz(63), Daróc (44)

### Erdélyen túli területek
A ma Bákó megyéhez tartozó, de a valamikori Csík vármegyei Gyimesbükk községben van oktatás magyarul a Dani Gergely Általános Iskolában, ahol a 2022-23-as tanévben 196 tanulnak Gyimes és Gyimesbükk településeken.
Ezen kívül még a bukaresti Ady Endre Elméleti Líceumban tanul 109 diák magyarul.